# Bledius jucundus
Bledius jucundus är en skalbaggsart som beskrevs av Herman 1983. Bledius jucundus ingår i släktet Bledius och familjen kortvingar. Inga underarter finns listade i Catalogue of Life.